# Rathaus (Tauberbischofsheim)

Das Rathaus im Bauensemble des angrenzenden Marktplatzes nach dessen Neugestaltung (2018)

Das Rathaus Tauberbischofsheim befindet sich am Marktplatz in Tauberbischofsheim, der Kreisstadt des Main-Tauber-Kreises in Baden-Württemberg. Es wurde von 1866 bis 1867 errichtet. Das Rathaus ist seitdem Sitz der Bürgermeister von Tauberbischofsheim. Über eine an der Liobakirche installierte öffentliche Webcam kann das Rathaus mit dem Marktplatz rund um die Uhr live betrachtet werden.

## Geschichte

### Anfänge und Vorgängerbauten
Bischofsheim, wie der Ort lange Zeit hieß, hatte nach dem Bauernkrieg und dem Verlust des Markt- und Stadtrechts wenig zu bieten: Es war praktisch in einen „Dornröschenschlaf“ gefallen.
Somit blieb der damaligen Bevölkerung wahrscheinlich nicht viel anderes übrig, als sich mit dem damaligen Ratsgebäude aus dem Jahr 1495 zu begnügen. Das auf alten Darstellungen sehr markante Bauwerk mit Türmchen, stellte für rund 450 Jahre die damaligen, eher bescheidenen Ansprüche zufrieden.
Das alte Rathaus stand an selben Stelle wie der heutige Bau, war jedoch deutlich kleiner.

### Abriss und Neubau
Mitte des 19. Jahrhunderts begann auch allmählich in Tauberbischofsheim der Aufbruch in ein neues Zeitalter. Das alte Rathausgebäude hatte in den Augen der Verantwortlichen ausgedient – etwas Neues sollte her.
Ein ausschlaggebender Grund hierfür war die beschränkte Raumsituation – man wollte, so die Forderung des damaligen Tauberbischofsheimer Bürgermeisters Franz Baumann 1857: „ein Rathaus in größerem Maßstabe und würdigerem Baustil“.

### Heutige Nutzung
Neben dem Sitz der Tauberbischofsheimer Bürgermeister ist im Erdgeschoss die Touristinformation der Stadt untergebracht.

## Architektur und Ausstattung

### Außenarchitektur
Das Rathaus am Marktplatz 8 (Flurstücknummer 0-776) steht als Kulturdenkmal der Stadt Tauberbischofsheim unter Denkmalschutz. Es ist eines der wenigen repräsentativen Rathäuser in Süddeutschland, die in neugotischem Stil errichtet wurden.
Es handelt sich um einen dreigeschossigen Bau in Sandsteinquaderwerk mit flachem Walmdach hinter umlaufendem Zinnenkranz nach Plänen des Karlsruher Oberbaudirektors Fischer. Die fünfachsige Fassade wird durch spitzbogige Öffnungen bestimmt und durch leicht vortretende, um etwa halbe Geschosshöhe über die Traufe weitergeführte Mittelachse mit Balkon, Uhr und Wappen akzentuiert.
Das Rathaus ist am Tauberbischofsheimer Marktplatz in ein Bauensemble von Fachwerkhäusern eingebettet.

### Innenarchitektur
Neben der äußeren Fassade sind im Inneren das Treppenhaus und der Bürgersaal von architektonischer Bedeutung.

### Sonstige Ausstattung
Um an die frühe Marktzeit der Stadt zu erinnern, wurde eine alte Stadtwaage aus dem Jahre 1775 unter den Arkaden des Rathauses aufgehängt.
Seit 1981 erinnert im Foyer des Rathauses eine Gedenktafel an die jüdischen Mitbürger, die in der Shoa ermordet wurden.
Im Treppenhaus des Rathauses werden in mehreren Vitrinen verschiedene Medaillen und Auszeichnungen der erfolgreichen Fechter des Fecht-Clubs Tauberbischofsheim ausgestellt. Darunter befinden sich auch Exponate des IOC-Präsidenten Thomas Bach, der als bekanntester Botschafter seine Heimatstadt Tauberbischofsheim gilt.

## Glockenspiel

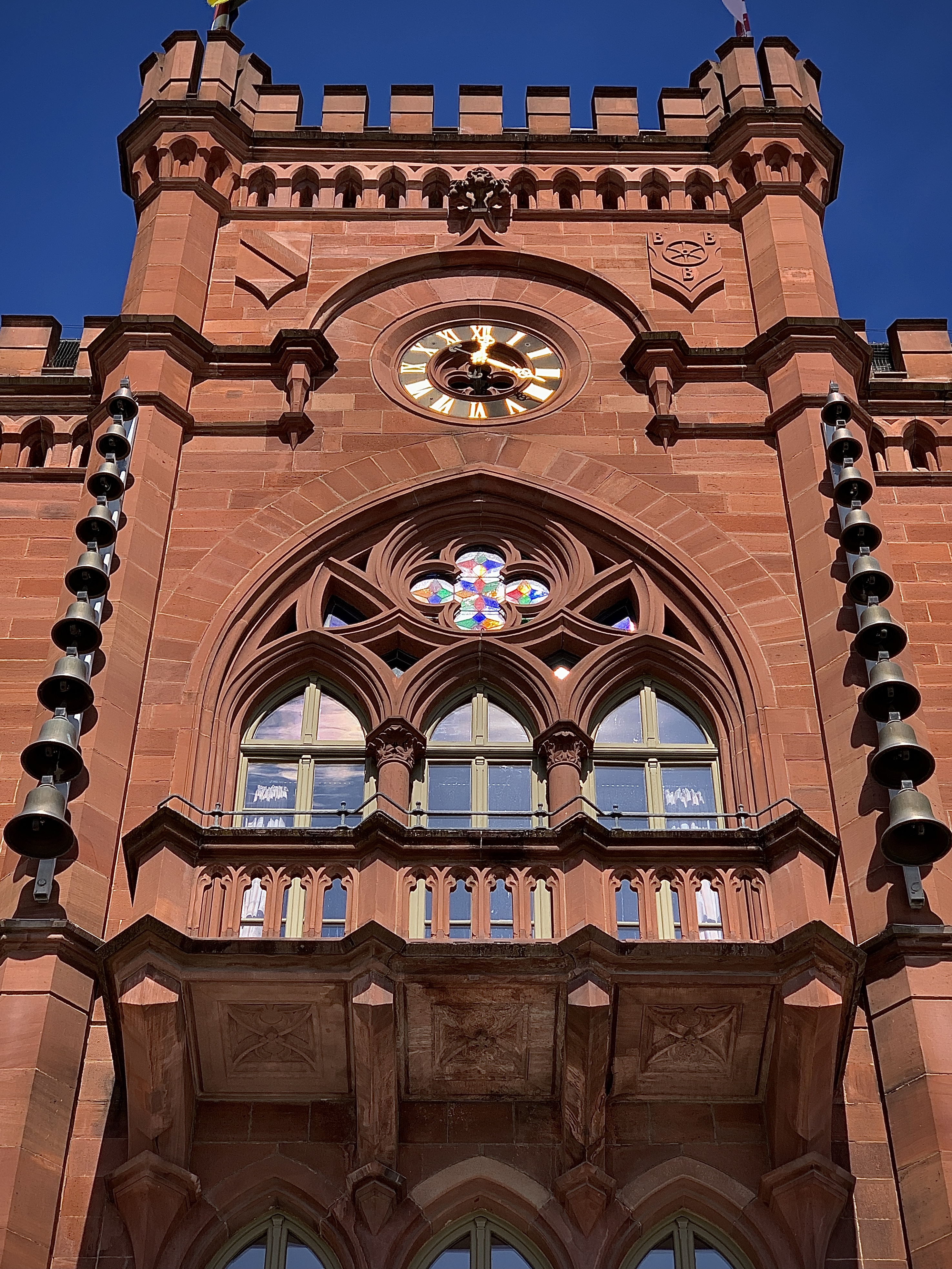
Glockenspiel mit je 8 Glocken pro Seite

Das Rathaus verfügt über ein Glockenspiel, welches seit einer Renovierung im Jahre 1989 im Frühjahr ab Mitte März täglich erklingt. Es werden in einer vorbestimmten Reihenfolge bekannte Volks- und Heimatlieder gespielt.
Folgende Melodien sind an den jeweiligen Wochentagen zu hören:
| Spielzeiten | Montag | Dienstag | Mittwoch | Donnerstag | Freitag | Samstag | Sonntag |
| ----------- | ------ | -------- | -------- | ---------- | ------- | ------- | ------- |
| 11:05 Uhr   | 1      | 1        | 1        | 1          | 1       | —       | 3       |
| 12:05 Uhr   | —      | —        | —        | —          | —       | 1       | —       |
| 15:05 Uhr   | 3      | 4        | 5        | 3          | 4       | 4       | 4       |
| 18:05 Uhr   | 2      | 2        | 2        | 2          | 5       | 5       | 5       |

| Legende:                              |                                      | | | |
| Melodiefolge 1: Frankenlied (o. Ref.) | Melodiefolge 2: Badnerlied (o. Ref.) | Melodiefolge 3: Frankenlied (volle Länge) Nun will der Lenz uns grüßen Der Frühling hat sich eingestellt Im Märzen der Bauer Alle Vögel sind schon da Der Mai ist gekommen Auf, auf ihr Wandersleut´ | Melodiefolge 4: Frankenlied (volle Länge) Wer recht in Freuden wandern will Auf, du junger Wandersmann Es wollt´ ein Schneider wandern Hinaus in die Ferne Wohlan, die Zeit ist kommen Wem Gott will rechte Gunst erweisen Badnerlied (volle Länge) | Melodiefolge 5: Frankenlied (volle Länge) Am Brunnen vor dem Tore Jetzt gang i ans Brünnle Durchs Wiesental gang i jetzt na Am schönsten Wiesengrunde Bald gras ich am Neckar Drunten im Unterland Kein schöner Land Badnerlied (volle Länge) |

## Sonstiges
Als 2005 das 1250-jährige Jubiläum der Stadt Tauberbischofsheim gefeiert wurde, erhob man die heilige Lioba von Tauberbischofsheim während eines Festaktes im Rathaus förmlich zur Schirmherrin der Stadt. Die Ernennungsurkunde unterzeichnete der Freiburger Erzbischof Robert Zollitsch im Rathaussaal.

## Galerie

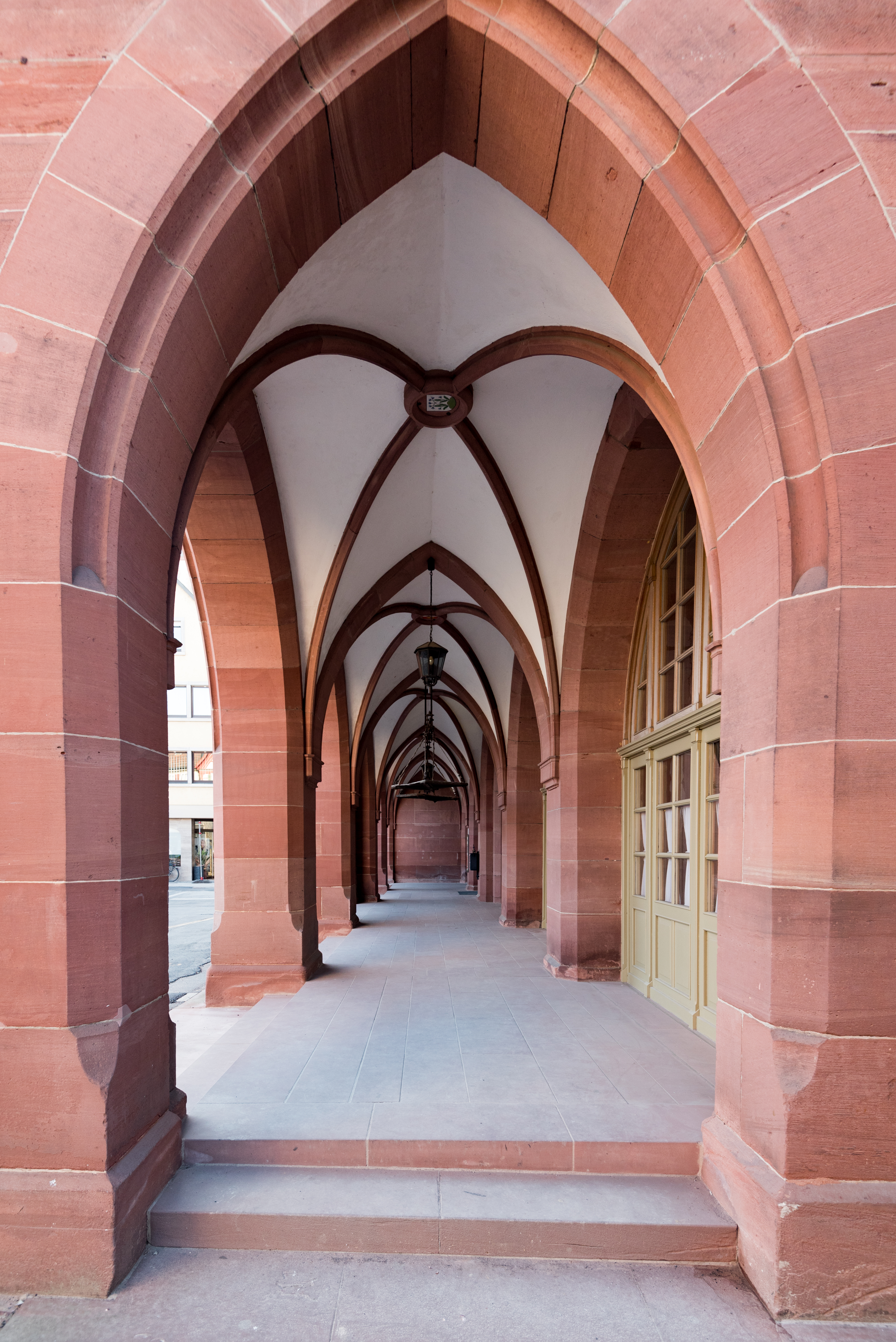
Blick in die Arkaden des Rathauses
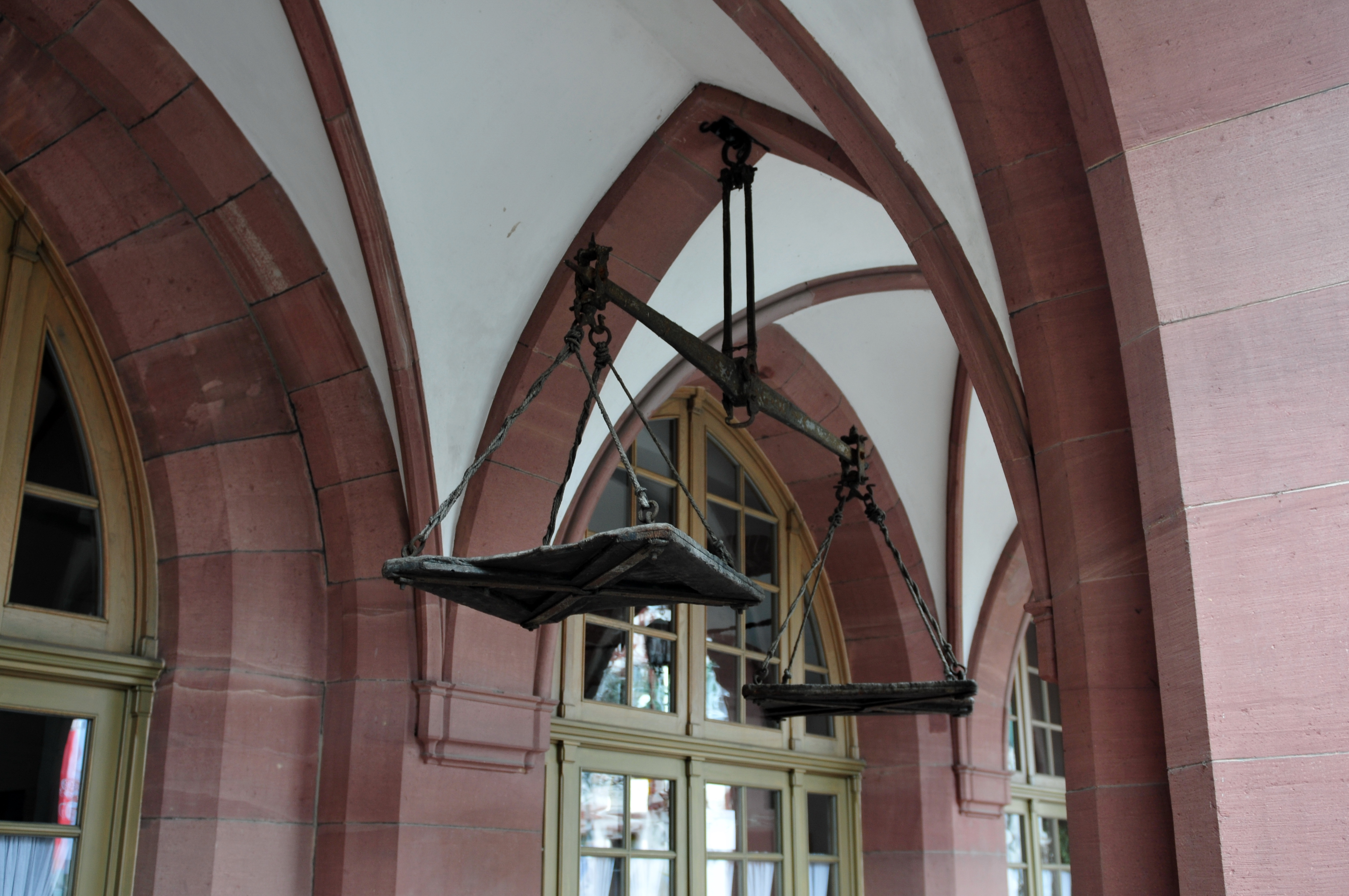
Eine alte Stadtwaage von 1775 in den Arkaden
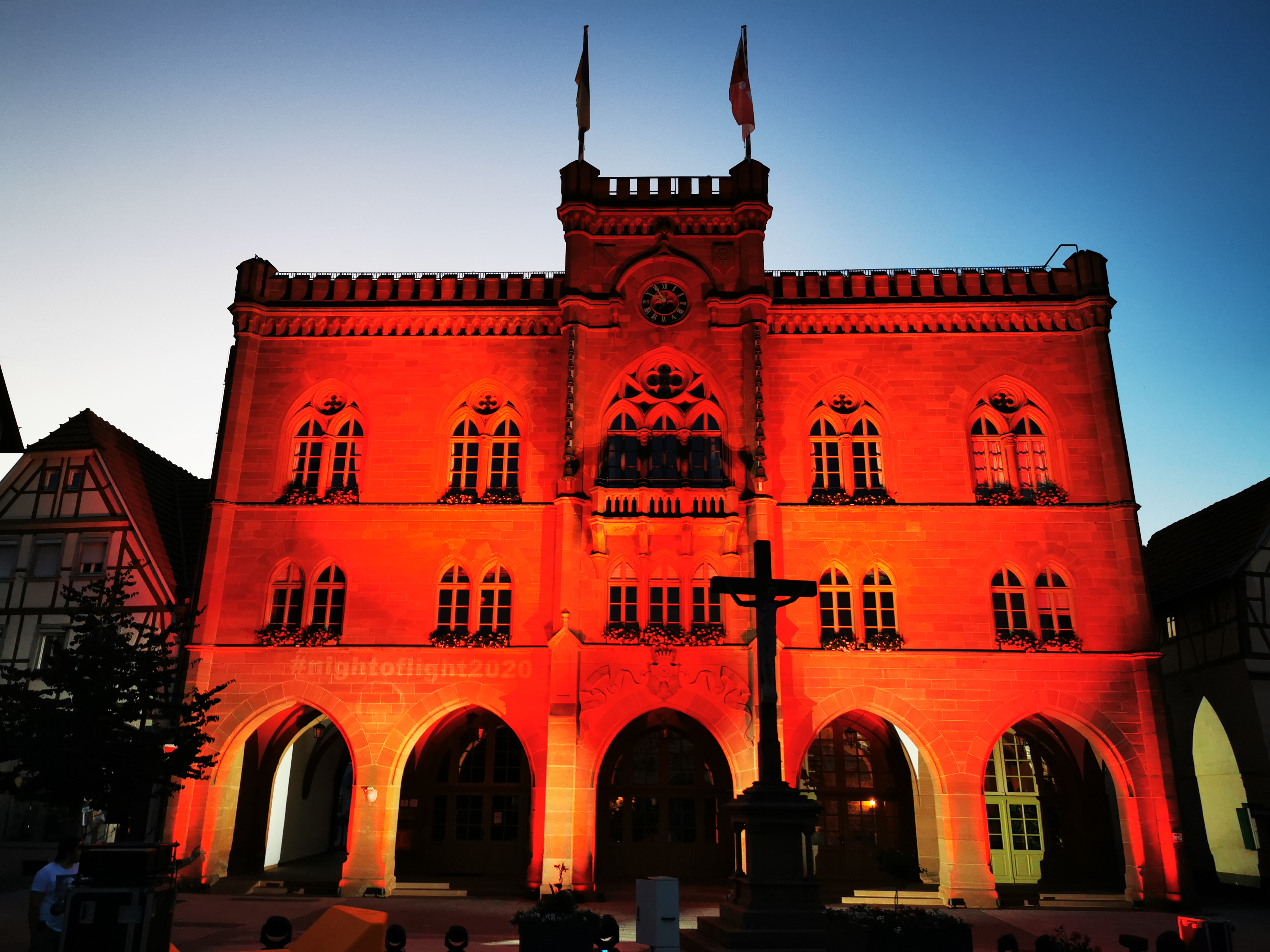
Das Rathaus bei der Night of Light 2020